# Digitació (tècnica)
La digitació en música determina la ubicació i les posicions dels dits i mans que l'intèrpret ha d'adoptar per tocar una peça en un determinat instrument musical. Aquesta digitació sol aparèixer anotada a mode d'indicació en les partitures, el qual pot ser útil pel músic encara que no és estrictament necessari aplicar la digitació impresa. Les mans de cada persona son diferents i una digitació que resulta adequada per un executant pot no ser-ho per un altre. És habitual que la digitació variï durant el desenvolupament d'una obra. El repte de trobar una bona digitació consisteix en aconseguir que el moviment e les mans sigui el més confortable possible, evitant esforços innecessaris. Una vegada que s'ha trobat una bona digitació s'ha d'utilitzar sempre per interpretar la peça de la mateixa manera i que els dits “aprenguin on han d'anar”.
Per exemple, en el piano les melodies i els acords poden interpretar-se amb distintes combinacions de dits. La digitació en aquest context consisteix en seleccionar quin dit s'ha d'utilitzar en cada tecla per a cada nota. En instruments de tecla, així com en els de vent i els de corda, la digitació és part fonamental de la tècnica de la interpretació.